# Marcel Granollers
Marcel Granollers-Pujol (Barcelona, 12 de Abril de 1986) é um tenista profissional da Espanha. Especialista em simples e duplas, foi n.19 do mundo em simples em 2012, e n.4 do mundo em duplas em 2013.

## Carreira
Tenista nascido na Catalunha, Marcel vem subindo degraus, no ranking da ATP, o catalão aproveita giras principalmente na América do Sul, para subir no ranking, em 2008 quebrou o top 100 da ATP, 99° do mundo. Granollers-Pujol também surpreendeu no Torneio de Wimbledon 2006, ao conseguir chegar na primeira rodada, após bater três adversários no qualificatório, mas perdeu na primeira para Andrei Pavel da Romênia.
Tem 4 títulos em simples: Houston 2008, Valencia 2011, Gstaad 2011 e Kitzbuhel 2013. Em duplas, possui 9 títulos: Moscou, Buenos Aires e Costa do Sauípe em 2009; Costa do Sauípe e Chennai em 2010; Auckland em 2011; Masters 1000 de Roma, Gstaad e ATP Doubles Finals em 2012.
Já chegou a ser nº 4 do mundo em duplas, em 2013.
Encerrou o ano de 2011 como o número 27 do mundo em simples.

## Títulos

### Grand Slam finais

#### Duplas: 2 (2 vices)
| Posição | Ano  | Campeonato    | Piso   | Parceiro   | Oponentes                               | Placar        |
| ------- | ---- | ------------- | ------ | ---------- | --------------------------------------- | ------------- |
| Vice    | 2014 | Roland Garros | Saibro | Marc López | Julien Benneteau Édouard Roger-Vasselin | 3–6, 6–7(1–7) |
| Vice    | 2014 | US Open       | Duro   | Marc López | Bob Bryan Mike Bryan                    | 3-6, 4-6      |

### ATP finals

#### Duplas: 1 (1 título)
| Posição | Ano  | Campeonato            | Piso     | Parceiro   | Oponentes                     | Placar           |
| ------- | ---- | --------------------- | -------- | ---------- | ----------------------------- | ---------------- |
| Campeão | 2012 | ATP World Tour Finals | Duro (i) | Marc López | Mahesh Bhupathi Rohan Bopanna | 7–5, 3–6, [10–3] |

### Masters 1000 finais

#### Duplas: 4 (1 título, 3 vices)
| Posição | Ano  | Campeonato         | Piso     | Parceiro      | Oponentes                     | Placar            |
| ------- | ---- | ------------------ | -------- | ------------- | ----------------------------- | ----------------- |
| Vice    | 2009 | Paris Masters      | Duro (i) | Tommy Robredo | Daniel Nestor Nenad Zimonjić  | 3–6, 4–6          |
| Campeão | 2012 | Italian Open       | Saibro   | Marc López    | Łukasz Kubot Janko Tipsarević | 6–3, 6–2          |
| Vice    | 2012 | Canadian Open      | Duro     | Marc López    | Bob Bryan Mike Bryan          | 1–6, 6–4, [10–12] |
| Vice    | 2013 | Cincinnati Masters | Duro     | Marc López    | Bob Bryan Mike Bryan          | 4–6, 6–4, [4–10]  |

## ATP finais

### Simples: 7 (4 títulos, 3 vices)
| Legenda                           |
| --------------------------------- |
| Grand Slam (0–0)                  |
| ATP World Tour Finals (0–0)       |
| ATP World Tour Masters 1000 (0–0) |
| ATP World Tour 500 Series (1–1)   |
| ATP World Tour 250 Series (3–2)   |

| Posição | N. | Data            | Torneio                                           | Piso     | Oponente               | Placar             |
| ------- | -- | --------------- | ------------------------------------------------- | -------- | ---------------------- | ------------------ |
| Campeão | 1. | 14 Abril 2008   | U.S. Men's Clay Court Championships, Houston, EUA | Saibro   | James Blake            | 6–4, 1–6, 7–5      |
| Vice    | 1. | 7 Novembro 2010 | Valencia Open 500, Valencia, Espanha              | Duro (i) | David Ferrer           | 5–7, 3–6           |
| Campeão | 2. | 31 Julho 2011   | Swiss Open, Gstaad, Suíça                         | Saibro   | Fernando Verdasco      | 6–4, 3–6, 6–3      |
| Campeão | 3. | 5 Novembro 2011 | Valencia Open 500, Valencia, Espanha              | Duro (i) | Juan Mónaco            | 6–2, 4–6, 7–6(7–3) |
| Vice    | 2. | 15 Julho 2012   | Croatia Open, Umag, Croácia                       | Saibro   | Marin Čilić            | 4–6, 2–6           |
| Campeão | 4. | 3 Agosto 2013   | Austrian Open Kitzbühel, Kitzbühel, Áustria       | Saibro   | Juan Mónaco            | 0–6, 7–6(7–3), 6–4 |
| Vice    | 3. | 13 Abril 2014   | Grand Prix Hassan II, Casablanca, Marrocos        | Saibro   | Guillermo García-López | 7–5, 4–6, 3–6      |